# Pop llatí
El pop llatí (en espanyol i en portuguès: Pop Latino) és un subgènere de música pop que és una fusió de la producció musical d'estil nord-americà amb gèneres de música llatina de qualsevol lloc d'Amèrica Llatina i Espanya. Originari de músics de parla espanyola, el pop llatí també pot ser fet per músics en portuguès (principalment en portuguès brasiler) i les diverses llengües criolles romàniques. El pop llatí sol combinar la música llatina optimista amb la música pop americana. El pop llatí s'associa habitualment amb el pop, el rock i la música de ball en llengua espanyola.